# Pseudoyersinia teydeana
Pseudoyersinia teydeana är en bönsyrseart som beskrevs av Lucien Chopard 1942. Pseudoyersinia teydeana ingår i släktet Pseudoyersinia och familjen Mantidae. Inga underarter finns listade i Catalogue of Life.